# Colonia Muñoz
Colonia Muñoz är en ort i Mexiko.   Den ligger i kommunen Actopan och delstaten Veracruz, i den sydöstra delen av landet, 260 km öster om huvudstaden Mexico City. Colonia Muñoz ligger 350 meter över havet och antalet invånare är 221.
Terrängen runt Colonia Muñoz är huvudsakligen kuperad. Colonia Muñoz ligger nere i en dal. Runt Colonia Muñoz är det ganska tätbefolkat, med 100 invånare per kvadratkilometer. Närmaste större samhälle är Jacarandas, 19,6 km väster om Colonia Muñoz. Omgivningarna runt Colonia Muñoz är en mosaik av jordbruksmark och naturlig växtlighet.